# 环己甲酸雌二醇
环己甲酸雌二醇（缩写EHHB，商品名有：Benzo-Ginoestril A.P.、BenzoGynoestryl Retard、Ginestryl-15-Depot、Tardoginestryl等）是一种有机化合物，分子式C25H34O3，可看作雌二醇17β位置的环己烷甲酸酯，用于婦科學的激素替代療法。